# Tereza Beranová
Tereza Beranová, född 23 november 1998, är en tjeckisk längdskidåkare. Hon deltog i sitt första världsmästerskap 2019 i Seefeld där hon blev tjugonionde i sprinten. I Oberstdorf 2021 kom hon på tjugonde plats, en prestation som hon upprepade vid Olympiska vinterspelen 2022 i Peking. Beranová har dessutom nått finalheatet och varit bland de sex bästa i världscupen vid flera tillfällen.